# 谷山浩子のニャンニャンしてネ!
『谷山浩子のニャンニャンしてネ！』（たにやまひろこのニャンニャンしてネ）は、1982年11月6日から1985年3月30日まで、ニッポン放送で放送されていたラジオ番組である。放送時間は毎週土曜22:30 - 23:00 (JST) 。

## 概要
歌手の谷山浩子がパーソナリティーを務めたラジオ番組。下記に記述する放送フォーマットは基本的な物で、放送回によっては歌のコーナーを取りやめ、谷山浩子からの告知コーナーなどが挿入された番組構成となる場合もあり、また、夏季などは「谷山浩子コンサート」（新宿厚生年金会館）の模様などを収録し2週に分けての放送が行われた。
本番組のオープニングとエンディングには谷山浩子の「ねこの森には帰れない」を、本番組用に楽曲の1番のみ唄入りで間奏から2番の部分は唄なしのカラオケに編集した音源が使用された。

## 放送局・放送期間・時間
- ニッポン放送（JOLF）、1982年11月6日 - 1985年3月30日 毎週土曜 22:30 - 23:00。
- パーソナリティー - 谷山浩子
- 製作著作 - ニッポン放送

### 放送データ
- 放送尺 - 28分（CMを含む尺数、ステーションブレイクは含まず）
- 本編尺 - 25分35秒
- 放送形態 - 事前収録（テープ収録）、モノラル放送
- 主なスポンサー - カルピス（カルピス食品工業）

## 主な放送フォーマット
※下記は1984年のもの。
- アバンタイトル（ニャンニャン小学校の校内放送・放送開始のアナウンス）
- タイトルコール（谷山浩子／「谷山浩子の、ニャンニャンしてネぇ～！」）
- オープニング（曲 - 「ねこの森には帰れない」）
- オープニングトーク（谷山浩子／季節の話題、近頃の話題など）
- 提供コメント（谷山浩子／『この番組は、水玉模様でおなじみの、カルピスの提供でお送りします』）
- CM1
- ニャンニャン伝言板（リスナーからのハガキを読む）
- 歌のコーナー1（今日の一曲目）
- ニャンニャン星占い（谷山浩子／ニャンニャン星の占い師による占い）→1984年中盤から「ニャンコ姫の受験講座」に変更。
- CM2
- ネコの人生相談（谷山浩子／リスナーからのハガキによる人生相談）
- ジングル（谷山浩子の、ニャンニャンしてネぇ～）
- ドキュメント・ザ・青春（リスナーから寄せられた体験談を元にしたラジオドラマ／語りと出演は谷山浩子のみ）→1984年中盤から「ニャンニャン夢日記」にタイトル変更。
- ニャンニャン伝言板（リスナーからのハガキを読む）
- CM3
- 歌のコーナー2 （今日の二曲目）（※放送回によっては無し）
- エンディング（曲 - 「ねこの森には帰れない」／ハガキの宛先の告知、番組の感想などの告知）
- 提供コメント（谷山浩子／『この番組は、水玉模様でおなじみの、カルピスの提供でお送りしました』）
- ジングル（谷山浩子の、ニャンニャンしてネぇ～）
- クロージングコメント（ニャンニャン小学校の校内放送・帰宅時間のアナウンス）
- SB（ステーションブレイク）

### 付随情報
- ハガキの採用者には「ニャンコ姫のランドリーバック」か「ニャンコ姫の野球帽」が贈られた（番組末期の頃は「ニッポン放送特製グッズ」に変更された）。
- 谷山浩子コンサートの模様は、春季や夏季に2週に渡って放送されたり「総集編」の形で放送された。
- 「谷山浩子のニャンニャンしてネ！公開録音」（芝郵便貯金会館／ゲスト：富田靖子、H2O、アシスタント：上柳昌彦）の模様も3週に渡って放送された。

## ネット局
- STVラジオ - 土曜 22:00 - 23:00
- CBCラジオ（JRN単独加盟局かつ唯一のNRN系列局以外でのネット局） - 土曜 24:00 - 24:30
- 山口放送 - 月曜 21:30 - 22:00（1983年9月まで）
- KBCラジオ - 土曜 24:05 - 24:35